# Fimbristylis odontocarpa
Fimbristylis odontocarpa är en halvgräsart som beskrevs av Stanley Thatcher Blake. Fimbristylis odontocarpa ingår i släktet Fimbristylis och familjen halvgräs. Inga underarter finns listade i Catalogue of Life.